# Copa Perú IX Región Metropolitana
La Copa Perú IX Región Metropolitana fue un torneo de fútbol fundado en el año 1975. Se creó como la última etapa después de la Liga Mayor de Fútbol de Lima. Fue un sistema integrada por equipos de la capital limeña.

## Historia
La FPF realizó cambios en las competiciones del fútbol peruano en 1973. Entre ellas la eliminación de la segunda profesional. Posteriormente, en 1975, se crea la Liga Mayor de Fútbol de Lima y la Copa Perú IX Región Metropolitana.
La Copa Perú IX Región Metropolitana, fue una liguilla final de los mejores representantes de los equipos de la capital, para su clasificación a la etapa regional o nacional de la Copa Perú. Fue la fase final después de la Liga Mayor de Fútbol de Lima. Inicialmente, la cantidad de equipos variaba por temporada, entre 6 a 8 equipos. Sin embargo, con la desaparición de la Liga Mayor para 1987, la cantidad de equipos se incrementó en el torneo.
Con la implementación del campeonato de la Intermedia, se le brindó ascenso a la Intermedia B y a la Etapa Nacional a la Copa Perú entre 1984 al 1988.
Finalmente en el año de 1992, la Copa Perú IX Región Metropolitana fue eliminada y sustituida por la Región Promocional de Fútbol de Lima y Callao y años después, por el campeonato de Interligas de Lima.

## Campeonatos

### Región IX Metropolitana
| Ed.                                                           | Año          | Campeón                        |
| ------------------------------------------------------------- | ------------ | ------------------------------ |
| 1                                                             | 1976–77      | Universidad Federico Villareal |
| 2                                                             | 1977–78      | Deportivo Bancoper             |
| 3                                                             | 1978–79      | Papelera Atlas                 |
| 4                                                             | 1979–80      | Unión González Prada           |
| 5                                                             | 1980–81      | Barcelona                      |
| 6                                                             | 1981–82      | Unión González Prada           |
| 7                                                             | 1982–83      | Barcelona                      |
| 8                                                             | 1983–84      | E.T.E.                         |
| 9                                                             | 1984–85      | Guardia Republicana            |
| 10                                                            | 1985–86      | Esther Grande de Bentín        |
| 11                                                            | 1986–87      | Real Olímpico                  |
| 12                                                            | Serie A 1987 | Enrique Lau Chun               |
| 12                                                            | Serie B 1987 | Defensor Kiwi                  |
| 13                                                            | Serie A 1988 | Mercado Mayorista              |
| 13                                                            | Serie B 1988 | Juventud Huascarán             |
| 14                                                            | Serie A 1989 | Cosmos 2000                    |
| 14                                                            | Serie B 1989 | Textil San Pedro               |
| 15                                                            | Serie A 1990 | Alcides Vigo                   |
| 15                                                            | Serie B 1990 | Centro Iqueño                  |
| 16                                                            | Serie B 1991 | América Cochahuayco            |
| 16                                                            | Serie B 1991 | San José Joyeros               |
| Torneo desaparecido (Ver:Región Promocional de Lima y Callao) |              |                                |

### Región Promocional de Lima y Callao
| Ed.                                           | Año                 | Campeón                          |
| --------------------------------------------- | ------------------- | -------------------------------- |
| 1                                             | 1992 Lima - Serie A | Defensor San Juan                |
| 1                                             | 1992 Lima - Serie B | Humberto Valle                   |
| 1                                             | 1992 Callao         | Los Amigos de Ventanilla         |
| 2                                             | 1993 Serie A        | Mixto Estudiantil                |
| 2                                             | 1993 Serie B        | José Carlos Mariátegui           |
| 3                                             | 1994 Serie A        | Deportivo Municipal (Chorrillos) |
| 3                                             | 1994 Serie B        | Sport Agustino                   |
| 4                                             | 1995 Serie A        | Real San Isidro                  |
| 4                                             | 1995 Serie B        | Somos Aduanas                    |
| 4                                             | 1995 Serie C        | Deportivo Chabros                |
| 4                                             | 1995 Serie D        | Santa María Norte                |
| 5                                             | 1996 Serie A        | Contumaza Repcel                 |
| 5                                             | 1996 Serie B        | AELU                             |
| Torneo desaparecido (Ver: Interligas de Lima) |                     |                                  |

## Nota
- El Club Deportivo Cadet de Surquillo en 1994, clasifica como mejor tercero a la etapa regional de la  Copa Perú de 1994. Sin embargo, al estar eliminado, el club accede a la Región Promocional de Fútbol Lima y Callao de 1995.

## Región Promocional de Fútbol de Lima y Callao
En 1992, se crea el torneo Región Promocional de Fútbol de Lima y Región Promocional de Fútbol del Callao. Entre 1993 al 1996 se fusionan en ún solo torneo llamado Región Promocional de Fútbol de Lima y Callao. El nuevo campeonato reemplazó al torneo de Región Metropolitana. Los mejores equipos limeños de la capital y chalacos buscaban el ascenso a la segunda división. La Región Promocional tuvo una vía diferenciada de ascenso,  al resto del campeonato de la Copa Perú. Generalmente, la Región Promocional era nutrido de equipos de las Interligas de Lima, Departamental del Callao, equipos descendidos de la segunda división y que mantuviero la categoría en temporadas pasadas de la Región Promocional.